# Rheindahlener Straße 15 (Mönchengladbach)

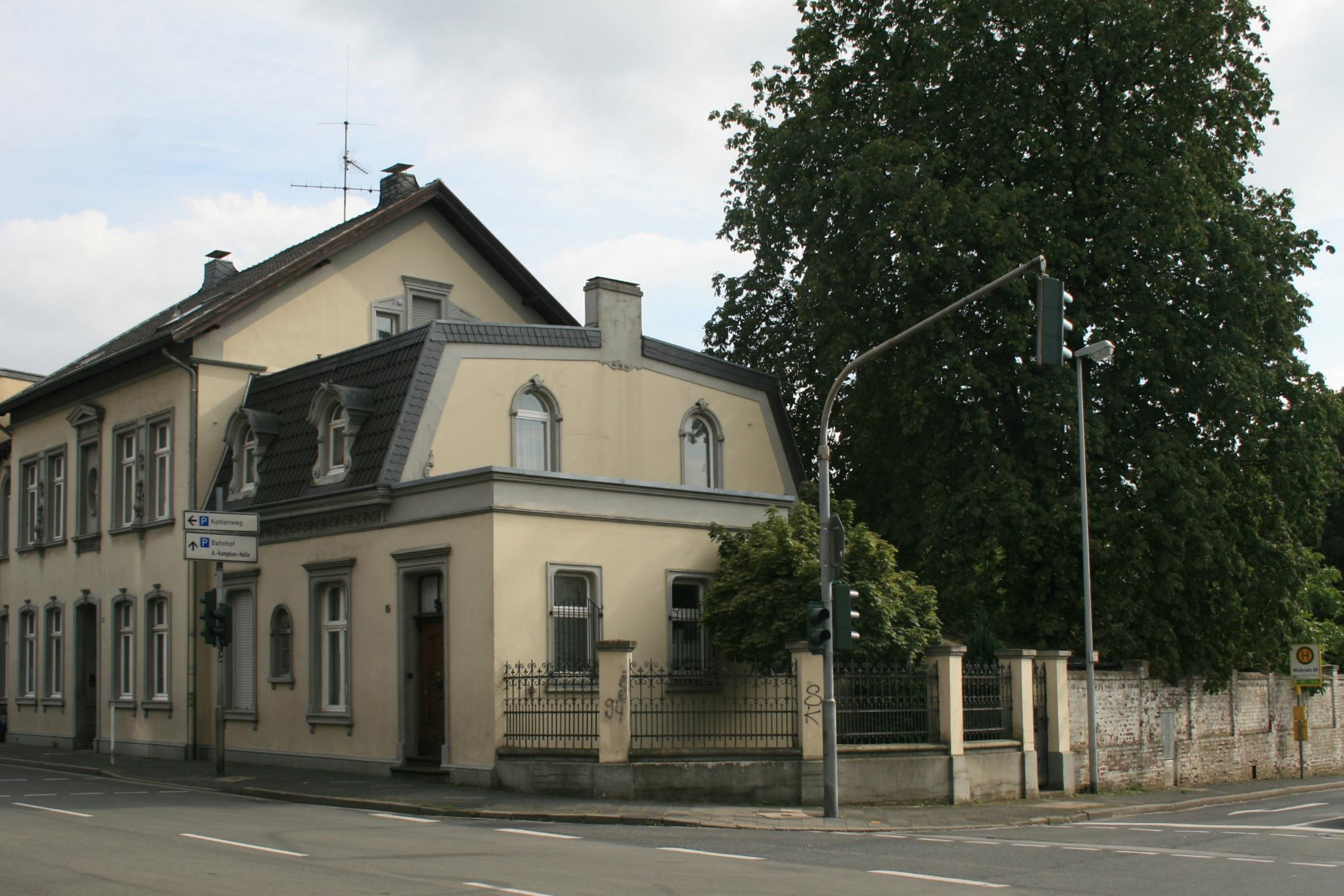
Wohnhaus (2010)

Das Wohnhaus Rheindahlener Straße 15 steht im Stadtteil Wickrath in Mönchengladbach (Nordrhein-Westfalen).
Das Gebäude wurde in der zweiten Hälfte des 19. Jahrhunderts erbaut. Es wurde unter Nr. R 015 am 14. Mai 1985 in die Denkmalliste der Stadt Mönchengladbach eingetragen.

## Lage
Das Wohnhaus steht auf einem Eckgrundstück östlich der Einmündung der Sandstraße.

## Architektur
Es handelt sich um ein zweigeschossiges Traufenhaus von fünf Achsen mit Drempel und überstehendem Satteldach aus der Zeit 1860/70. Die Unterschutzstellung beinhaltet auch den Anbau, den Garten und die Mauer.